# Karosa
Karosa (укр. Каро́са) — чеський виробник автобусів з міста Високе-Мито, з 1999 року входить в холдинг Irisbus.

## Історія

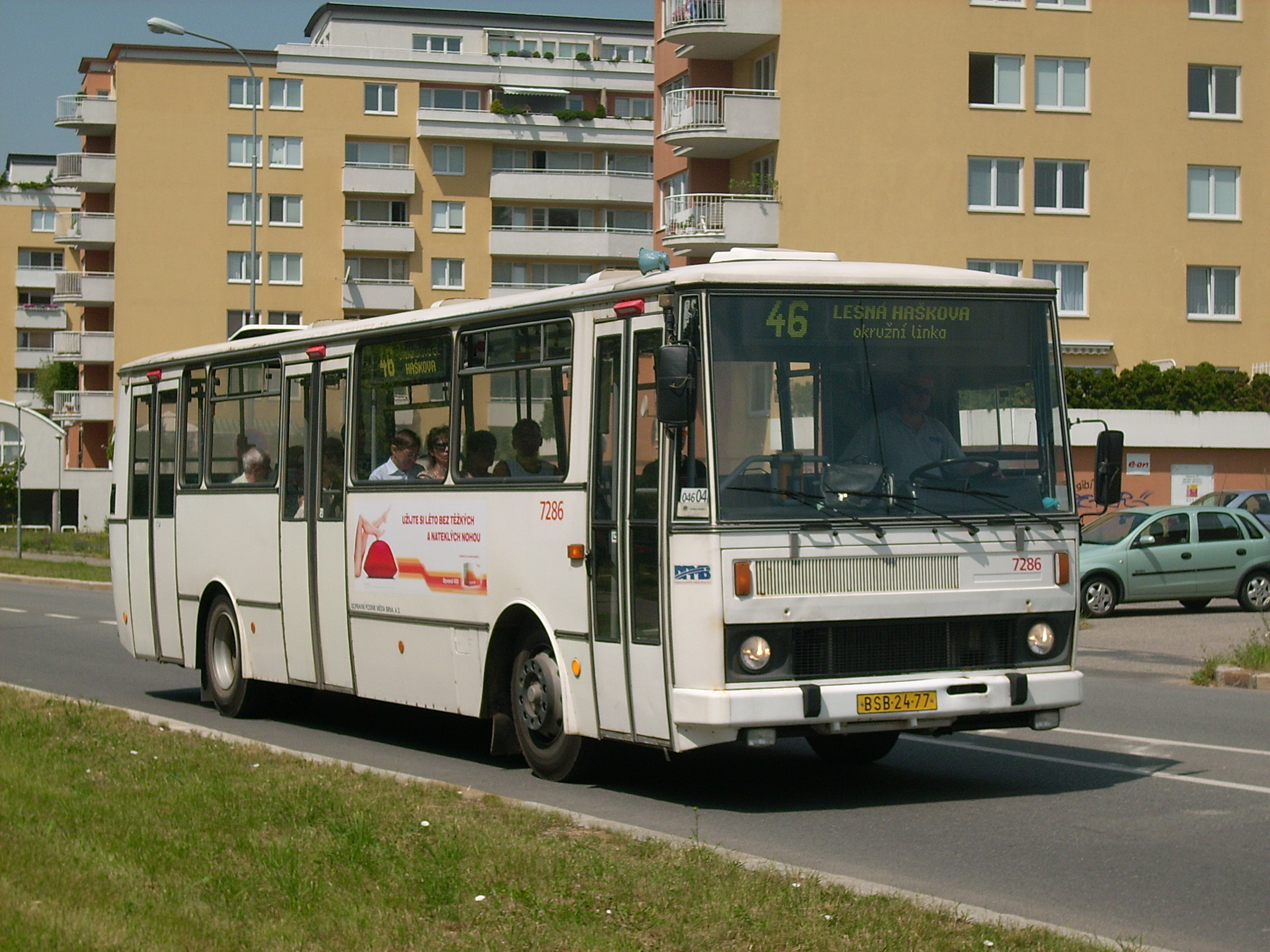
Karosa-700

В 1896 Йозеф Содомка заснував компанію з виробництва карет.
У 1948 підприємство було націоналізовано і стало називатися «Karosa». Фактично Karosa стала єдиним виробником автобусів в Чехословаччині, Škoda і Praga були не в змозі конкурувати з нею.
В кінці 1950-х почався випуск моделі 706RTO, яка удостоїлася багатьох нагород на різних міжнародних виставках. Пізніше з'явилися міжміський та зчленована версії, але вони так і залишилися прототипами. У 1966 її замінила Š-серія, а в 1981 — 700-я серія.
Після відмови від соціалізму в 1989 фірмі довелося перебудовуватися на новий лад, і випуск скоротився більш ніж втричі: з 3,400 до 1,000 машин на рік. Але після втручання Renault ситуація стала налагоджуватися, фірма повернула собі ім'я, збірка стала проводитися на більш якісному обладнанні, була проведена модернізація всіх машин. У 1999 році Karosa увійшла в холдинг Irisbus. У 2003 році був викуплений 94% акцій, а з 1 січня 2007 завод став називатися Iveco Czech Republic..
Iveco Czech Republic виготовляє міські автобуси Iveco Urbanway, міждорожні моделі Iveco Crossway і Iveco Crossway LE.

## Світлини

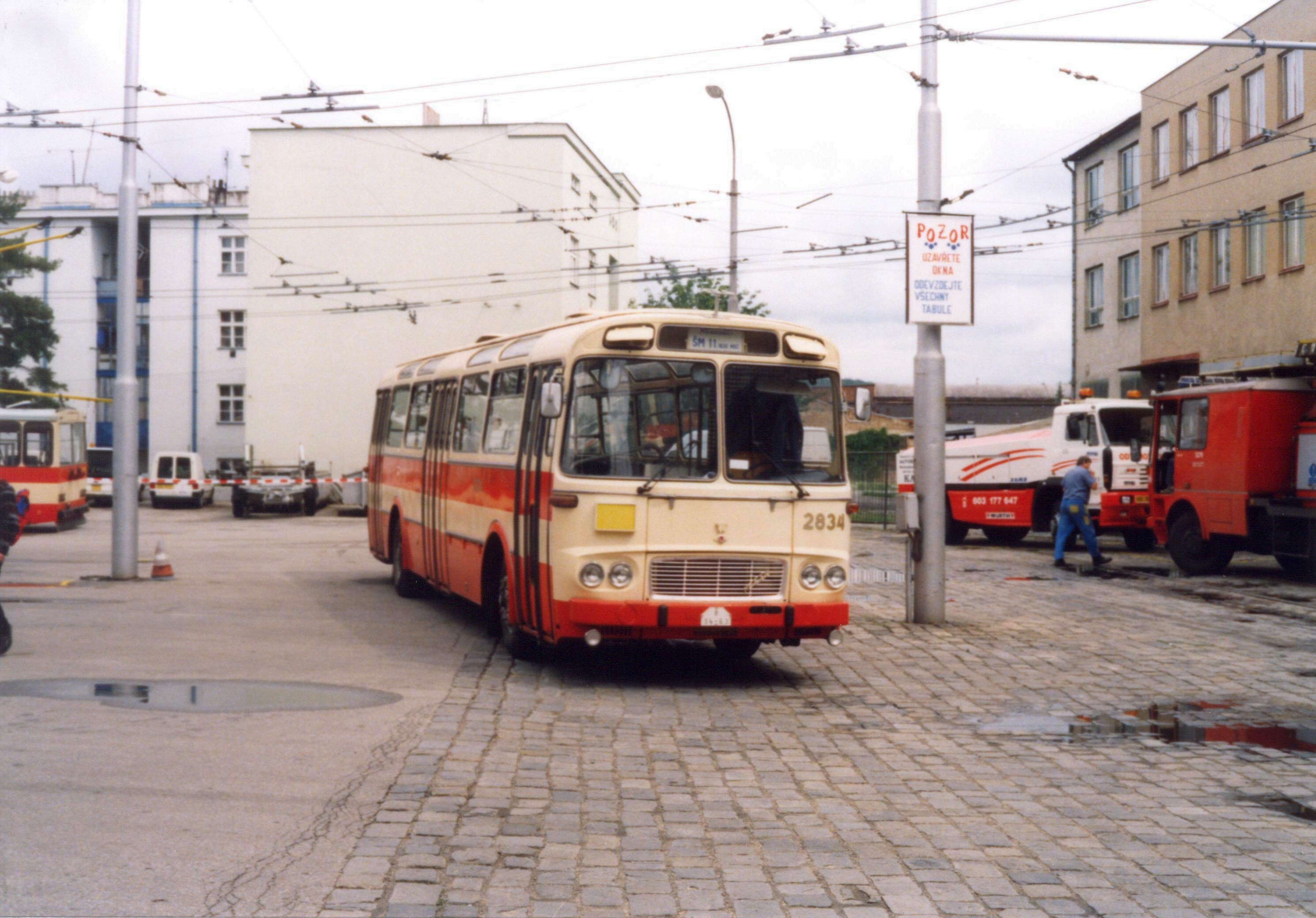
Karosa ŠM 11
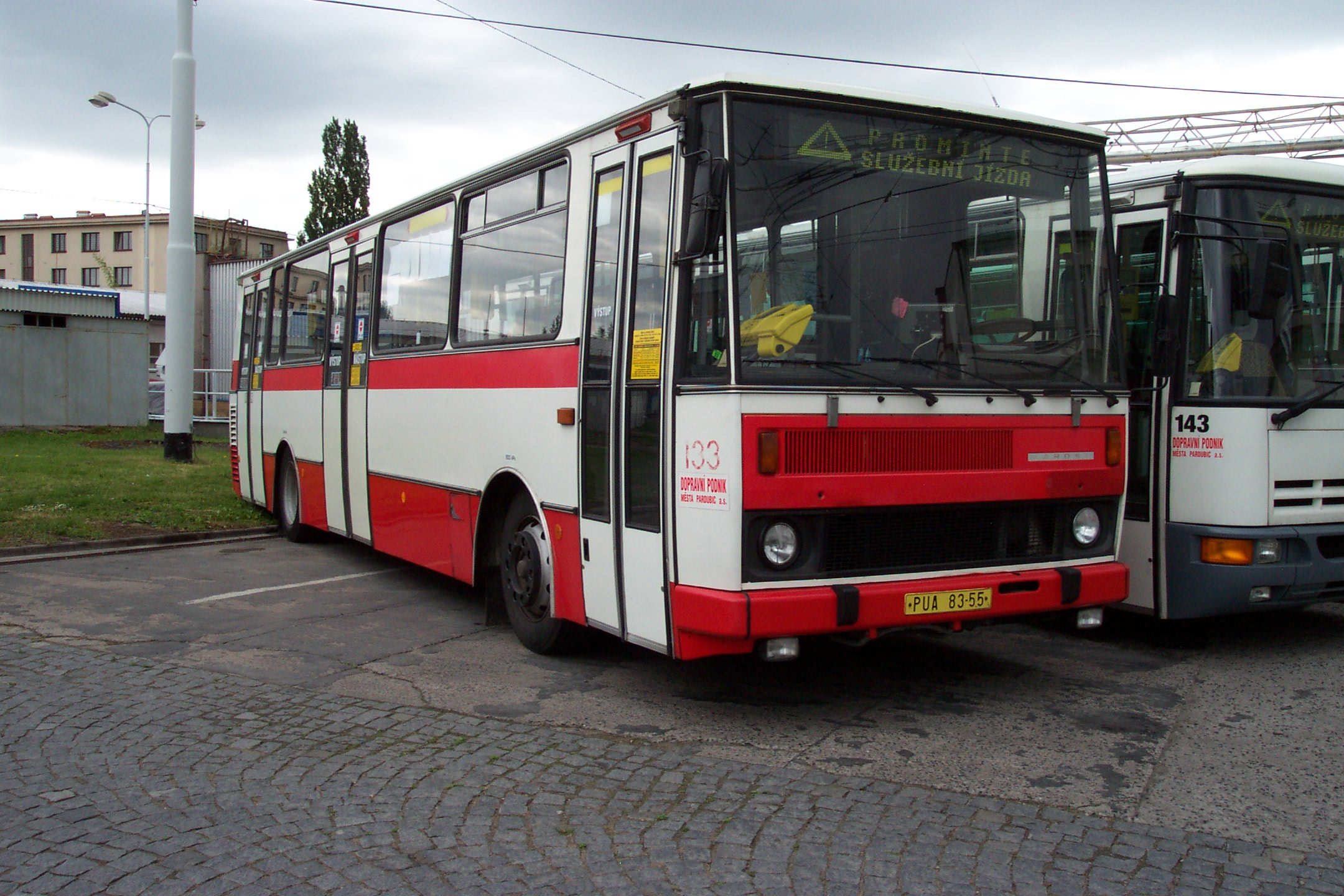
Karosa B731
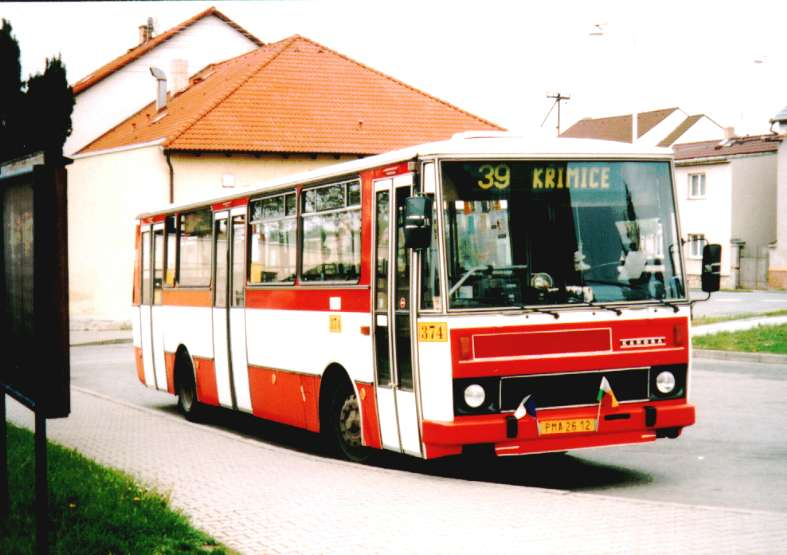
Karosa B732
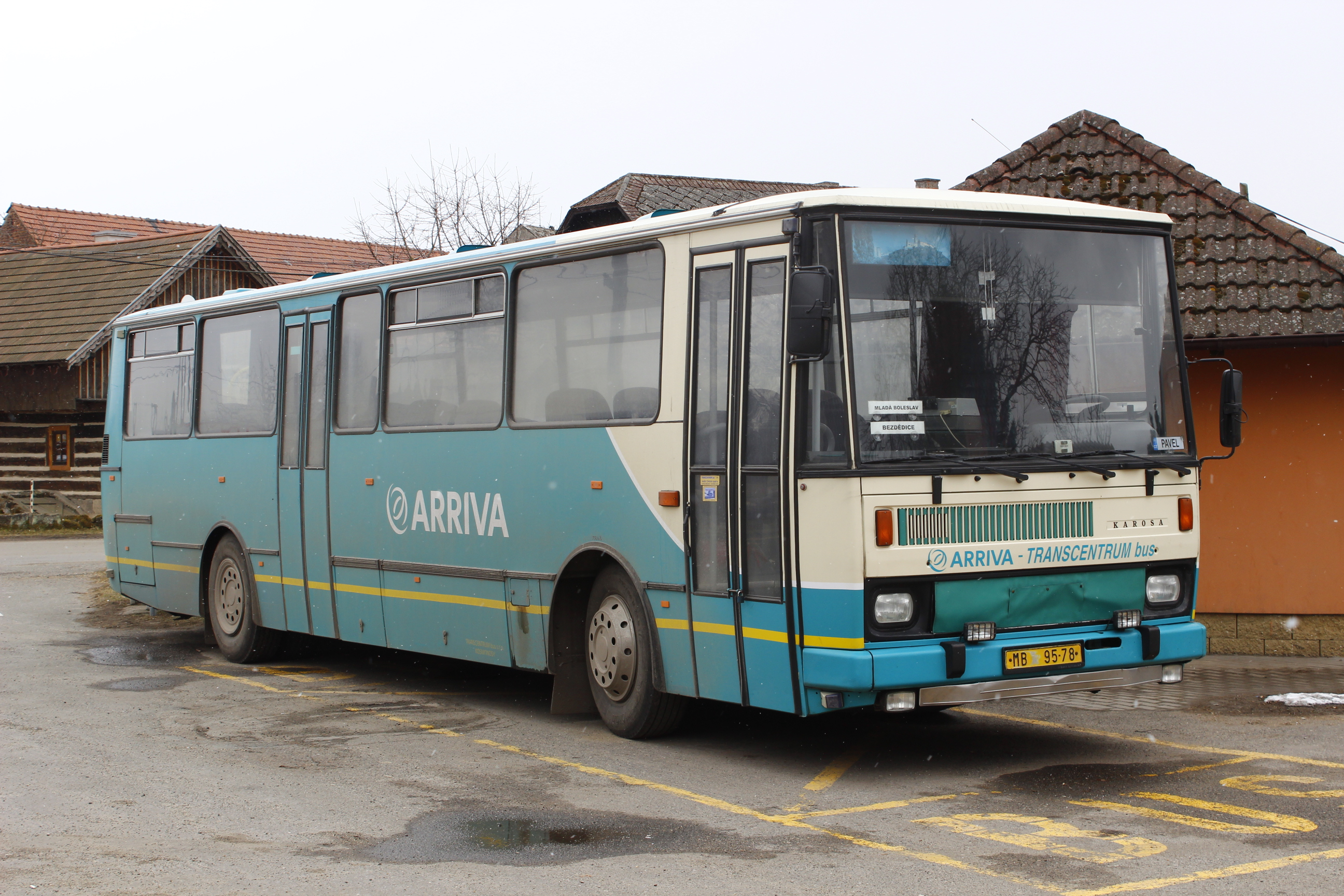
Karosa C734
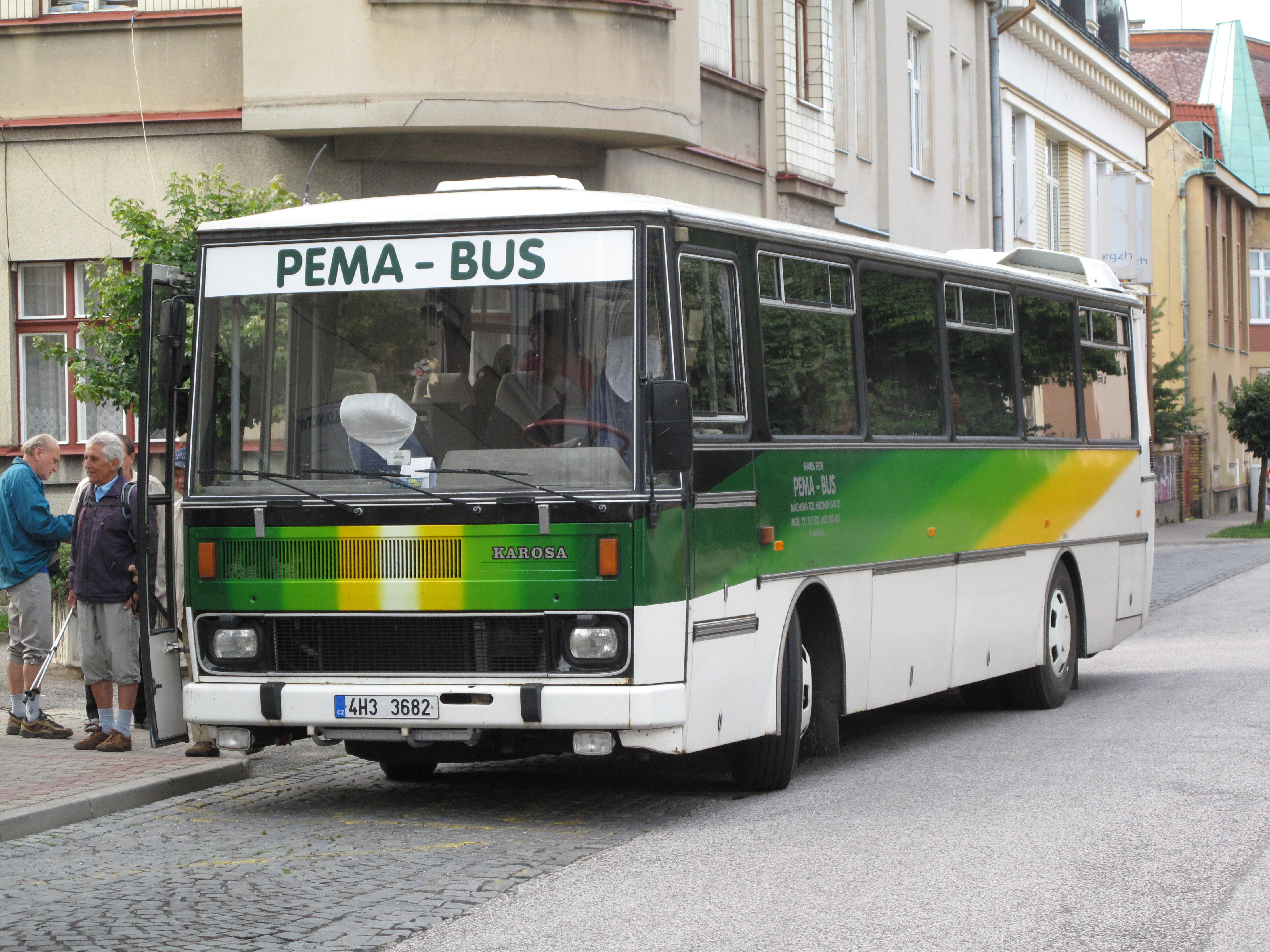
Karosa LC736
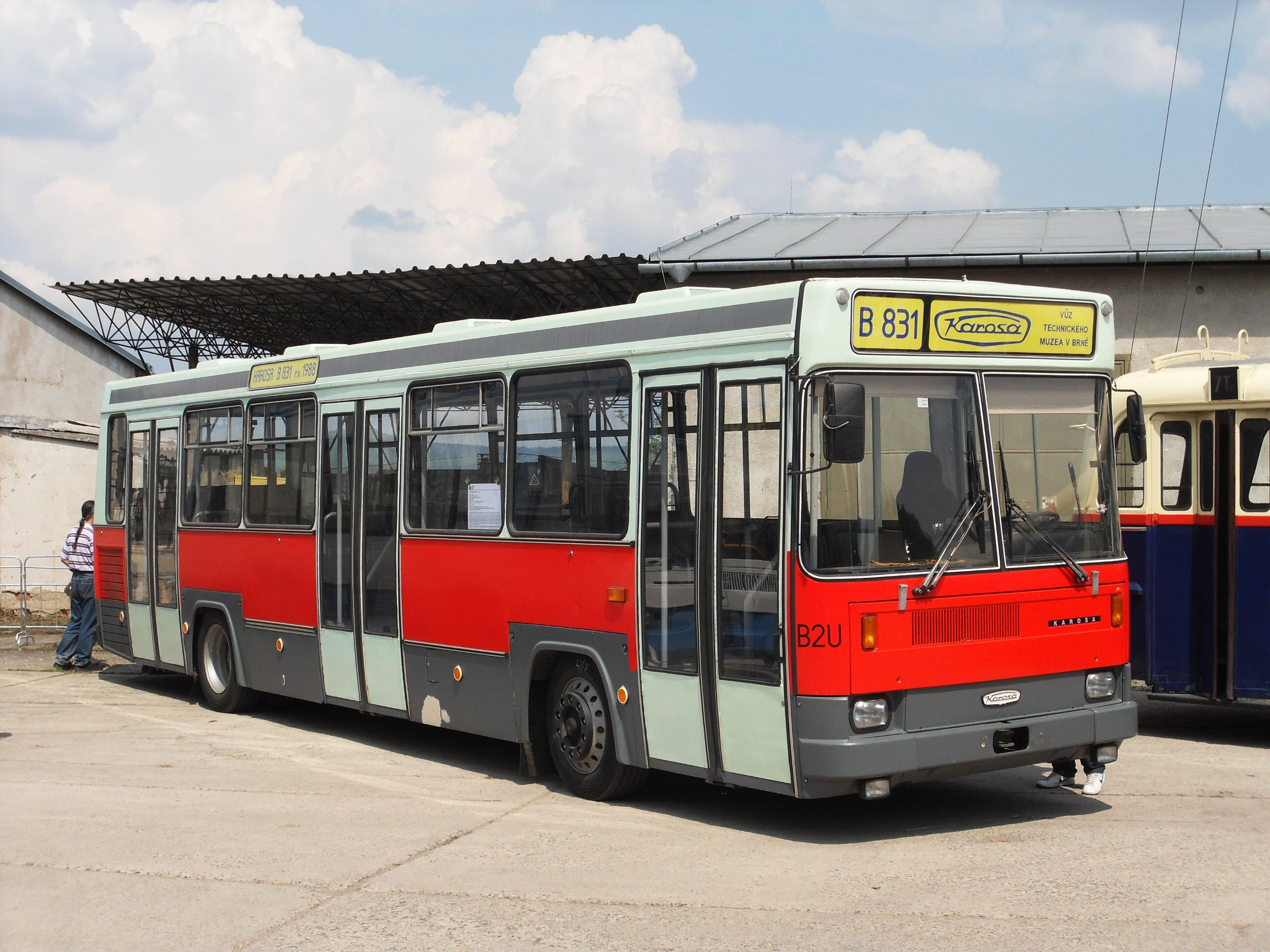
Karosa B831
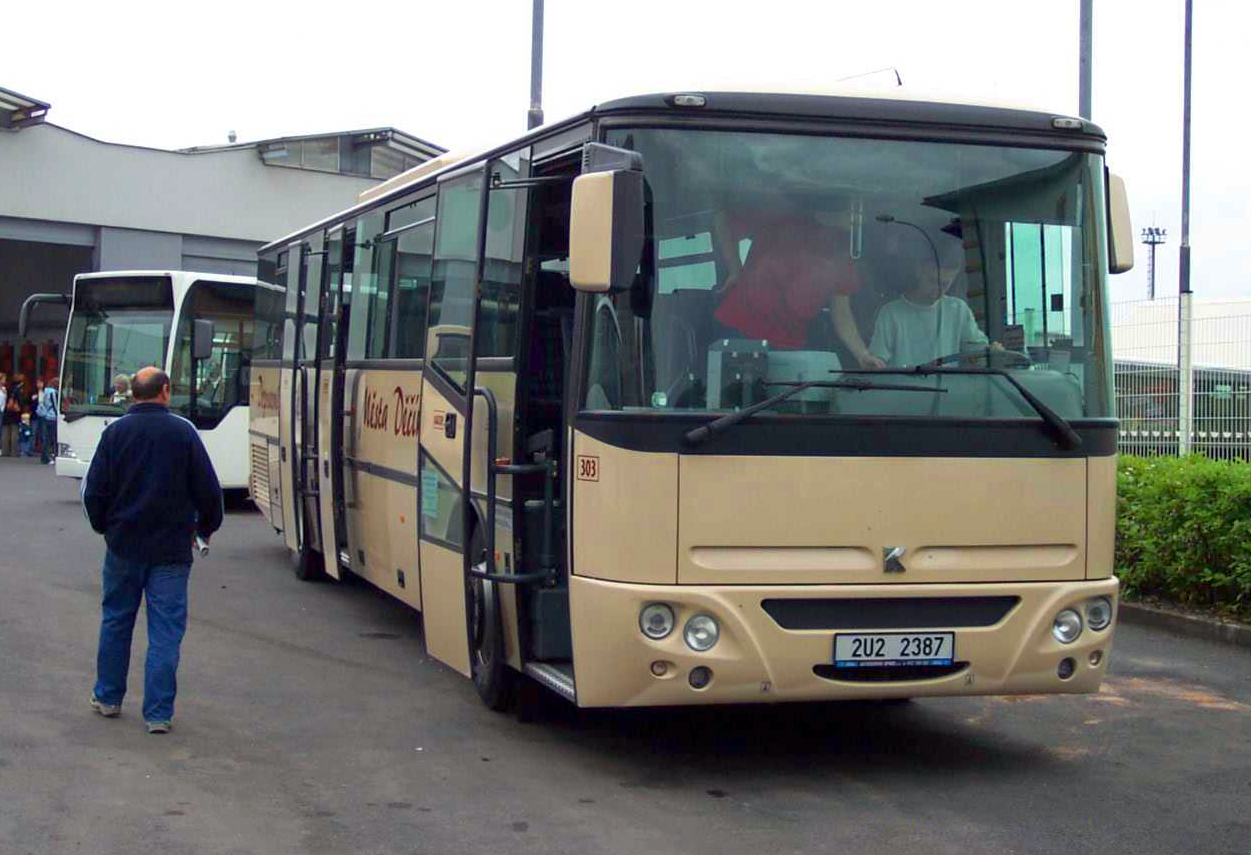
Karosa C956 Axer